# Frédérique Nalbandian
Pour les articles homonymes, voir Nalbandian.
Frédérique Nalbandian est une artiste pluridisciplinaire française née le 3 avril 1967 à Menton. Sculptrice, elle réalise également des dessins, des installations et des performances. La plupart de ses sculptures en savon in situ évoluent en intérieur comme en extérieur et se modifient dans la durée et dans le temps. Parfois interactives, elles requièrent la participation du visiteur.

## Biographie
Après avoir suivi ses premiers cours de dessin pendant son année d'études au lycée Davis High School (en) en Californie, Frédérique Nalbandian entre en 1988 à l’école nationale d'art décoratif d'Aubusson, où elle passe une année, avant d’intégrer en 1989 l'école nationale supérieure d'art à la villa Arson pour se consacrer à la création artistique. En 1994, elle obtient une résidence artistique dédiée au dessin à la Fondation Ratti à Côme sous la direction d'Anish Kapoor et Karel Appel. Elle obtient son diplôme national supérieur d'expression plastique (DNSEP) en 1996.   

## Œuvre

### Démarche artistique

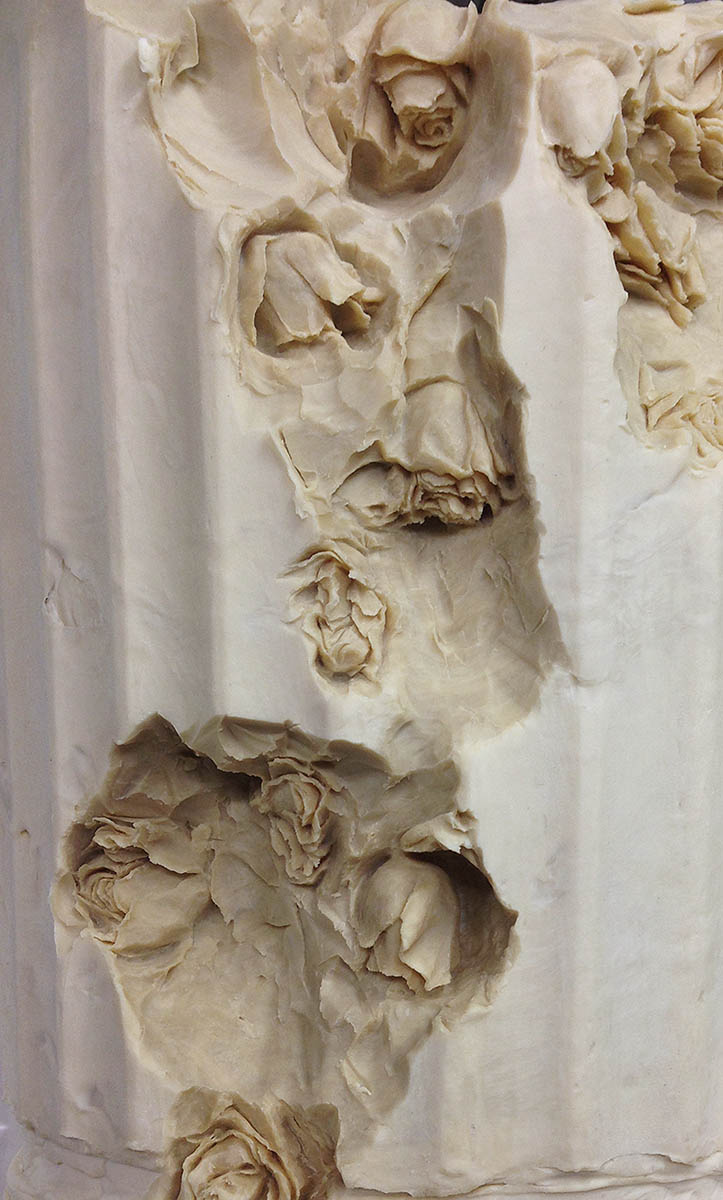
Les retraites pacifiques

Elle sculpte le savon, le grave ou le modèle. Ses différents états : solide, liquide, mousse, effervescence, coulures, stalactisation résultent de l'action de l'eau.

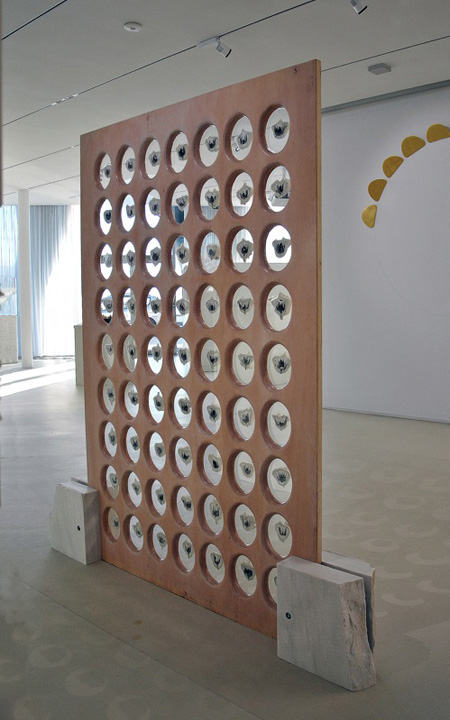
Médailles

Dans ses œuvres, elle utilise aussi des matériaux pauvres comme le plâtre (dans les moulages et les roses plâtrées), l'eau, le tissu, les fils de laine mais aussi le verre et la faïence. 
Elle façonne le savon, le modèle et crée des formes qu’elle arrête ou laisse évoluer, transformant ainsi le temps en médium. Son vocabulaire de formes plastiques ne cesse de s’enrichir : précipités, effondrements, rinceaux, fragments, colonnes, cloisons, murs, cordages ou liées directement à l'anatomie du corps humain : oreilles, cerveaux, peaux, crânes, mains, phallus. Quelques-unes ont été imposées par la matière elle-même. Ses formes, dans leur composition et dans le processus qu’elles engagent, se poétisent, se chargent d’une métaphysique de la matière évoquant la fuite du temps, l’érosion, la transformation, la métamorphose. L'allusion au texte Le Savon de Francis Ponge fut déterminante dès ses débuts et pris forme, lors d'une série de colloques à Cerisy lors des ateliers contemporains autour de l'écrivain en 2015 où elle rencontra Pascal Quignard.

### Parcours artistique
En 2001, elle expose dans l'espace de la Vitrine d'art contemporain du musée d'Art moderne et d'Art contemporain de Nice (MAMAC) de Nice. En 2005, Gilbert Perlein, conservateur du musée, l'invite à participer à l'exposition consacrée à la sculpture émergente Forme a venire sous le commissariat de Bruno Cora, à l'Accademia di Belli Arte jumelée avec la Galleria dell'Accademia de Florence.
À partir de 2006, le collectionneur et critique d’art, Enrico Pedrini l’expose à Venise. Puis elle expose à Naplesdans l'exposition Il Giallo d Napoli, dont les commissaires sont Jean-Noël Schifano et Maria Savarese, puis à la galerie Depardieu à Nice. La même année elle présente À creux perdu, à la galerie des Ponchettesde Nice. Elle enchaîne les expositions individuelles et collectives jusqu'en 2016 où le musée Jean Cocteau collection Séverin Wunderman à Menton, lui permet d'exposer l'ensemble de ses pratiques, installations in situ, sculptures évolutives, dessins, petites pièces murales, moulages en plâtre, dont certaines dialoguent avec l'architecture du musée construit par Rudy Ricciotti.
Elle collabore avec des écrivains et des critiques d’Art, dont Pascal Quignard, Sophie Braganti, Alain Freixe, Raphaël Monticelli, Alain Amiel, ainsi qu'avec le CIRM sous forme d'installations, de performances ou de livres.
Ses œuvres ont été présentées dans de nombreux lieux : musées, galeries, édifices religieux, centres d'art, salons et foires, en France et à l'international.

## Livres d'artistes
- Sophie Braganti (écrivain) et Frédérique Nalbandian (artiste) (30 exemplaires numérotés en chiffres romains), Quand les volets (livre d'artiste), Forcalquier, Éditions Isabel des Ligneris, décembre 2014, 55 x 32 cm.
- Alain Freixe et Raphaël Monticelli (ill. Frédérique Nalbandian), Deux Madames de ville et d’eau, s.l., Les cahiers du museur, coll. « À côté », mars 2006, 29,7 × 42 cm.
- Daniel Leuwers, Livre pauvre, livre riche (livres d'artistes manuscrits conservés à la Demeure de Ronsard, au prieuré de Saint-Cosme, La Riche, exposés juillet-septembre 2006), Paris, Somogy Éditions d'art, 1er septembre 2006, 148 p., 21 x 28 cm (ISBN 2-85056-999-2, lire en ligne), « Feuillets d’album », p. 40, 160, 161.
- Frédérique Nalbandian, (Aucun titre), Arles, La Fabrique sensible, octobre 2006, 96 p., 25 cm (ISBN 2-9518209-4-1).
- Una poesia, poème de Sophie Braganti illustré par Frédérique Nalbandian et Patrick Lanneau, 20 ex, éd. Pulcinoelefante, Italie, 2005.

## Expositions

### Expositions individuelles
- Chemin de roses, Musée du Pavillon de Vendôme, Aix-en-Provence, 2020
- L’Oreille qui tombe, deuxième effondrement[12], en collaboration avec Pascal Quignard, Savonnerie du Fer à cheval, & PAC, ass. Voyons-Voir, Marseille, 2019.
- Face à Face avec César, Dialogues avec César, avec T. Franc, chapelle du château des Adhémar, Montélimar, 2019[13].
- Ordalie, sculpture en plâtre dorée à l’or fin, remise à Elias Sanbar, lors de la IXe édition des rencontres internationales de Monaco et la Méditerranée au musée océanographique de Monaco[14], et intégrée dans la collection du futur musée national d’art moderne et contemporain de la Palestine, conservée à l'Institut du monde arabe à Paris[15], 2018.
- Les Retraites pacifiques, sculpture évolutive exposée dans les jardins de la villa Saint-Cyr, Bourg-la-Reine[16], 2017.

- De Aquis confusis, monographie, Musée Jean Cocteau collection Séverin Wunderman, Menton, 2016[3].
- L’Oreille qui tombe, Festival de musique MANCA et Musée Jean Cocteau - collection Séverin Wunderman, Menton, 2016.

- Dessins et sculptures, La maison blanche, Marseille, 2016[17].
- Trop Poétique, Galerie Kamila Régent, Saignon (Lubéron), 2016.

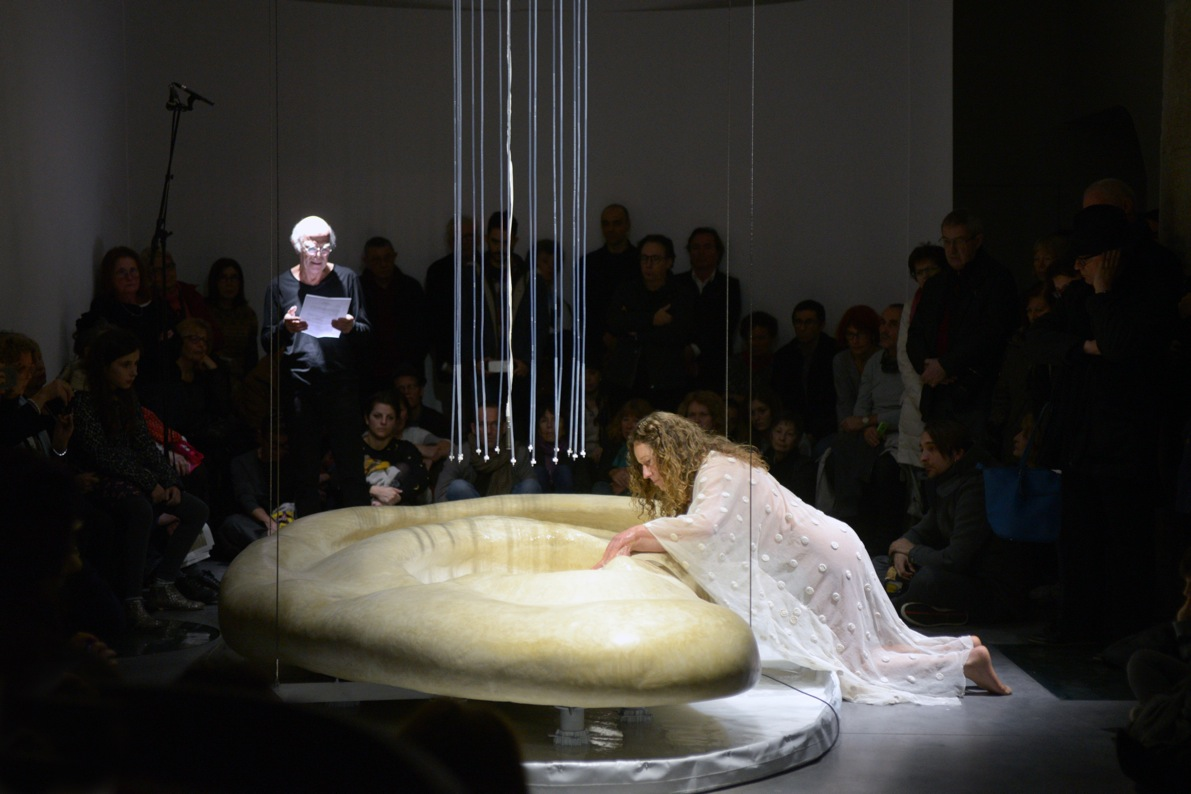
L'oreille qui tombe

- L’Oreille qui tombe, exposition personnelle et première performance des Ténèbres en collaboration avec l'écrivain Pascal Quignard et le CIRM[18], Centre d’Art Le Moulin, La-Valette-du-Var, 2016.

- Mille Litres, galerie Eva Vautier, Nice, 2015[19].
- Deux, colonnes de cinq mètres de hauteur en savon érigées dans les jardins de l'hôpital Pasteur (CHU de Nice)[20],[21], 2015.
- Réminiscences, exposition et Journées du Patrimoine, Église Sainte-Marie, ass. Voyons-Voir, Puyloubier, 2015.
- Les Ateliers contemporains sur Francis Ponge, Colloques de Cerisy, Cerisy-la-Salle, 2015.
- Ainsi soit-il, invitée par Jacqueline Gainon, Galerie Eva Vautier, Nice, 2014[22].
- Voyons voir, Parc du Grand Saint-Jean, Aix-en-Provence, 2013.
- Mirages, ensemble de cinq cercles d’or, suspendus au-dessus du bassin du Domaine du Grand Saint-Jean, 2013.
- Adduction, Archives Départementales des Bouches-du-Rhône « Les architectures de l'eau », Marseille, 2012.
- Sur la piste des éléments, avec Patrick Lanneau et le CIRM, CIAC Carros[23], commissariat Sophie Braganti[24], Carros, 2012.
- À Ciel ouvert, Le Lab-Labanque, curator Philippe Massardier, Agglomération de l’Artois, Béthune, 2011."
- Entre-Temps II, galerie Depardieu, Nice, 2010[25].
- Fragments sonores, installation sonore et évolutive réalisée en collaboration avec le CIRM et la galerie Depardieu Nice, 2010[26].
- Quatre savons, Viapac, Jardins des Cordeliers, commissariat Nadine Gomez, Digne-les-Bains, 2010« S'Eaux », installation définitive, galerie Kamila Regent, Saignon (Lubéron), 2009.
- Trésor, galerie Depardieu, Nice, 2008[9].
- Entre-Temps, Galerie Entropyart, Naples, Italie, 2008.
- Lab Gallery, curator Enrico Pedrini, New-York, États-Unis, 2008.
- À creux perdu, galerie des Ponchettes, Nice, 2006.
- À Creux perdu, commissariat Enrico Pedrini, Galerie Depardieu, Nice, 2006.
- Apokalupsis, Centre d’Art Intercommunal, Istres, 2006.
- Ivoire, dans le cadre de l’exposition Les Murs, un autre regard, organisée par le musée d'art moderne et d'art contemporain de Nice et la ville de Nice, Frédérique Nalbandian créée in situ en centre-ville[27], 2004.
- Frédérique Nalbandian, La tête d'obsidienne, Fort Napoléon, La Seyne-sur-Mer, 2003[28].

### Expositions collectives (sélection)
- Avec plaisir II, Galerie Éva Vautier, Nice, 2019.
- La Belle et la Bête, Musée Jean Cocteau, Menton, 2019.
- Mères, Marie, marais, écologie d’un mythe, Musée de la Camargue, 2018[29].
- Les Savonnières, Galerie Salle des Machines, rue des Savonnières, Les Eauditives, Toulon, 2017.
- Ai Amore, Contemporary Art Exhibition[30], Commissariat Setsuko e Michele Dellaria, Rikuzentakata, Japon 2016.
- Impressions d’Ateliers, Musée Château des Hauts de Cagnes, Cagnes-sur-Mer, 2016.
- Les Arts éphémères, Parc de la Maison Blanche, Marseille, 2015.
- Foire International d’Art Contemporain d’Amsterdam, Galerie Arkivio, Amsterdam, 2014.
- Soap Festival, Foire de Paris Porte de Versailles, commissariat Serge Malik, Paris, 2013.
- Abbey Contemporary Art, ex Abbazia di San Remigio, Parodi Ligure, Italie, 2013
- Impressions d'Ateliers, Galerie Maud Barral, ass.South Art, Nice, 2012.
- Quatre, commissariat B.Clot-Goudard, ass. Voyons-Voir, Les Vigneaux/Mont-Dauphin, 2012.
- Histoire de la performance sur la côte d'azur de 1951 à nos jours, CNAC Villa Arson, 2012.
- Reconstitution, Musée Muséum départemental des Hautes-Alpes, Gap, 2012[31].
- Ligue dissoute, Musée Museum Départemental, commissariat Dominique Angel, Gap, Hautes-Alpes.
- L’Art contemporain et la Côte d’Azur, commissaires Maurice Fréchuret et Ariane Coulondre, Galerie Depardieu, Nice et Coaraze, 2011[32].
- Histoire de la performance sur la côte d'azur de 1951 à nos jours, base de données en ligne, CNAC Villa Arson, 2011[2].
- Repos, chapelle Sainte-Barbe, Bruay-la-Buissière, 2011[33].
- Murs Visibles, murs invisibles, L'Art au Garage, Paris, 2009.
- Alios, Sculptures dans la ville, Ville de La Teste de Buch, 2009.
- Château en chantier, commissariat A.Barruol, Château du Domaine d'Avignon, Les Saintes-Marie-de-la-Mer, 2009.
- Il Giallo di Napoli, commissariat Jean-Noël Schifano et Maria Savarese, Naples, 2008[8].
- New Sex Time, Galerie Helenbeck, Nice.
- Alter-ego, exposition avec Jeffrey Haines, Galerie Chantal Helenbeck, Paris, 2007.
- Open 2007, Le Lido, curator Bonito Oliva, Venise, Italie.
- Madames, sculpture et performance, commissariat Sophie Braganti, avec Alain Freixe et Raphaël Monticelli Théâtre de la Photographie, Nice, 2006.

## Acquisitions publiques
- Miracles, acquise par le Musée de la Camargue, à Arles[34], 2018

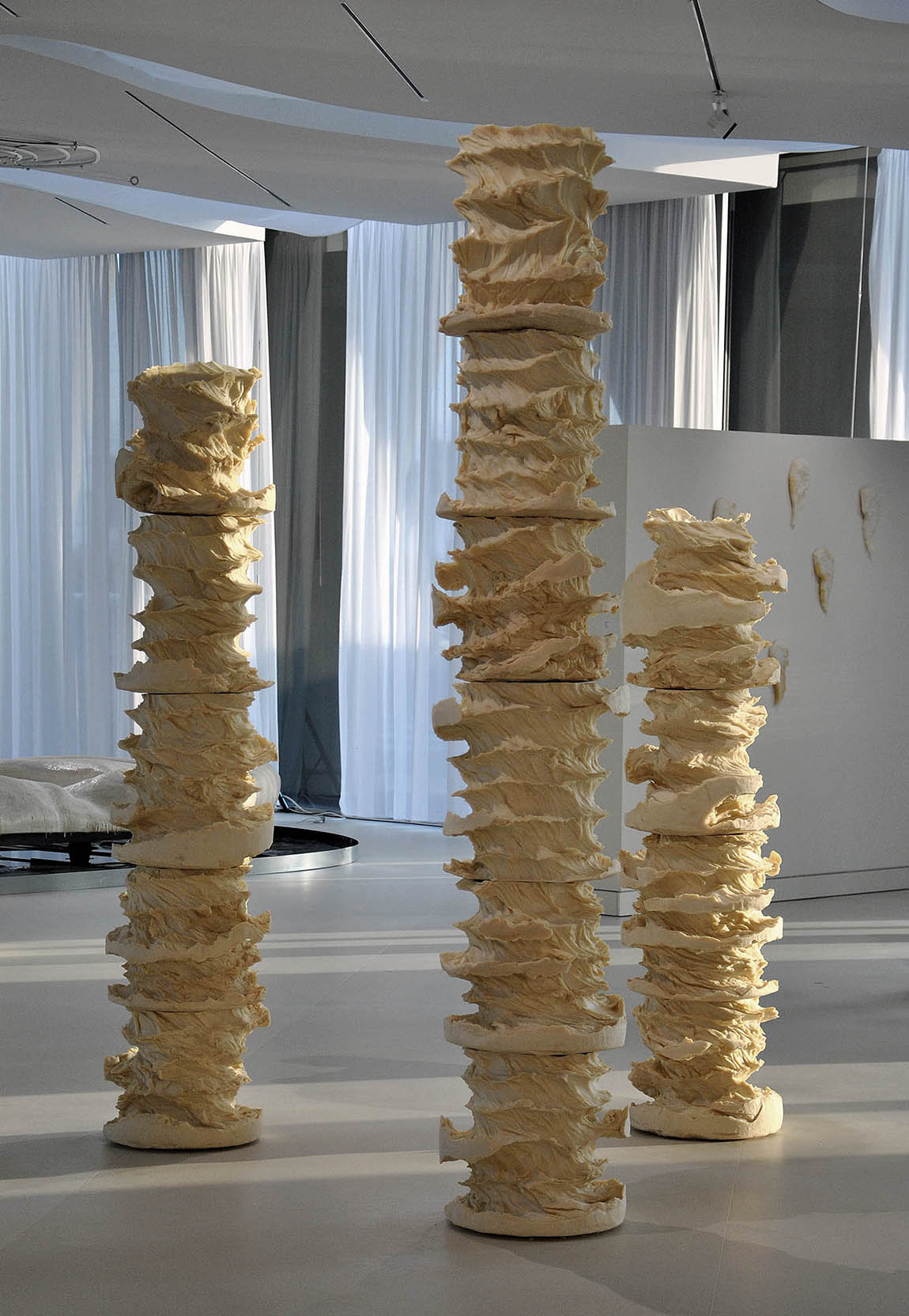
Ritournelle

- Ritournelle et deux dessins, collection FRAC-PACA, 2018[35].
- Ordalie, collection Musée d'Art Moderne et Contemporain de Palestine, 2018.
- Mirage, in situ, Parc du Domaine du Grand Saint Jean, acquis par la ville d’Aix-en-Provence[36], 2016.
- Quand les volets, dessins originaux du livre d’artiste Quand les volets avec Sophie Braganti, 30 ex. Edition et collection Isabel des Ligneris, Paris/Avignon, 2015.
- Deux, 2015, colonnes en savon, jardins de l'hôpital Pasteur (CHU de Nice)[37].

## Bourses et résidences
- Artelinea-Ha, résidence et formation, réalisation d’une série limitée de 30 pièces en faïence, 2016.
- Centre National de Recherche Musicale, bande sonore « 27éme jour, Nice 09-09-10 », Nice, 2012.
- Résidence Voyons-Voir, Parcours d'Art Contemporain "Quatre", Les Vigneaux et Mont-Dauphin, 2012.
- Production, Conseil Général, Musée du Verre Sars-Poterie, Nord Pas-de-Calais, 2011.
- Fragments Sonores, Aide à la production, Centre National de Recherche Musical, Nice, 2010.
- Aide à l'édition, Conseil Régional PACA, 2010.
- Aide à l'édition, Conseil Régional PACA, 2006.
- Aide à l'édition, Ville de Nice, 2006.
- D.A.P, Aide à la première exposition personnelle, Galerie Soardi, Nice, 2003.
- Aide au réaménagement d’atelier, DRAC-PACA, 2002.
- Résidence, Institut Culturel Italien Marseille, Province de Salerne, Italie, 2002.
- Résidence, Chambre de Séjour avec Vue, Galerie Kamila Regent, Saignon en Lubéron, 2002.
- Résidence Unesco, Beyrouth, Liban, 2000.
- Lauréate, projet d’aménagement du Chemin de Compostelle en collaboration avec Loïc Gestin architecte, 2007.

#### Catalogues et livres monographiques
- Frédérique Nalbandian, Chemin de roses, Aix-en-Provence, Musée du Pavillon de Vendôme, avril 2020, 44 p. (ISBN 978-2-905195-37-1).
- (en + fr) Frédérique Nalbandian (trad. du français, préf. Jean-Louis Pautrot, ill. Frédérique Nalbandian, photogr. François Fernandez), Prémices de l'oreille qui tombe : Témoignages, vol. Volume 1Numéro/Issue 1 - may 2019, Université Saint-Louis, Missouri, USA, Jean-Louis Pautrot (no 1), 2019, 8 p. (ISSN 2642-2115, OCLC 1089757944, lire en ligne)

- Frédérique Nalbandian et Françoise Leonelli (conservatrice), musée Cocteau (trad. Jill Harry, préf. Françoise Léonelli, photogr. François Fernandez), De Aquis confusis [« Mélange des eaux »] (catalogue d'exposition), Menton, musée Cocteau, 25 novembre 2016, 33 p., 22 x 31 (lire en ligne)
- Musée Gassendi (trad. Jill Harry, préf. Nadine Gomez, photogr. François Fernandez, Jean-Denis Frater), Frédérique Nalbandian : Quatre savons (catalogue d'exposition), Dignes-les-Bains, Musée Gassendi, juin 2010, 48 p., 14,8 x 21 cm (ISBN 978-2-912450-14-2).
- Galerie des Ponchettes, Frédérique Nalbandian : À creux perdu (exposition, Nice, galerie des Ponchettes, du 1er février au 26 mars 2006), Nice, Galerie des Ponchettes, 2006.

#### Catalogues d’expositions collectives / présence d’œuvres dans les ouvrages
- Agnès Cousin de Ravel, Pascal Quignard : Vies, œuvres, Paris, Éditions L'Harmattan, coll. « Espaces littéraires », 15 janvier 2018, 300 p., 23 cm (ISBN 978-2-343-13957-9, lire en ligne), Pascal Quignard et les arts, « Livres, revues en collaboration avec des peintres », p. 215-216.

- Anne Lovreglio et Aurélia (préf. Fred Forest), Cris d'artistes : manifestes des avant-gardes : 19e - 20e - 21e siècles, vol. 1, Nice, Ovadia (maison d'éditions), coll. « Visions d'art », 2018, 271 p., 22 cm (ISBN 978-2-36392-239-7, EAN 9782363922397).

- Patrick Boussu (Coordination), Michel Franca (Texte) et Ben Vautier (Interview) (préf. Rébecca François, photogr. Jean-Michel Sordello), Impresions d'atelier : La création contemporaine sur la Côte d'Azur, t. I, Nice, South Art, juillet 2012, 254 p., 27,5 x 22 cm (ISBN 978-2-9542113-0-5), p. 144-149

- Frédérik Brandi (dir.), Sophie Braganti (texte critique), Daniel Biga (texte critique) et Ondine Bréaud-Holland (texte critique), centre international d'art contemporain de Carros (préf. Claude Renaudo, photogr. Séverine Comandatore & Marc Domage), Frédérique Nalbandian et Patrick Lanneau : Sur la piste des éléments (catalogue d'exposition), Carros, octobre 2012, 680e éd., 48 p., 22 x 28 cm.
- Dominique Angel (direction), Joëlle Metzger (direction) et Frédérique Verlinden (conservatrice & direction), Reconstitution, Musée museum départemental de Gap, Fage (maison d'édition), 2011, 168 p., 16,5 x 23,5 cm (ISBN 978-2-84975-249-4, lire en ligne), p. 84-89.
- Philippe Massardier (dir.), Lab-Labanque (photogr. Marc Domage), À Ciel ouvert (catalogue d'exposition), Béthune, Lab-Labanque, 2012, 120 p., 22 x 28 cm (ISBN 978-2-919715-06-0), p. 48-57.
- (it) Jean-Noël Schifano (conception, texte critique, traducteur) (trad. de l'italien), Il Giallo di Napoli [« Le jaune de Naples »] (catalogue d'exposition), Naples, INAC-AC ULISSE & CALIPSO, 2008, 128 p. (ISBN 978-88-6141-007-7), p. 50Le jaune de Naples en partage, catalogue, Éditions Inac-ac, Naples, Italie, p. 50, 2008,  (ISBN 88-6141-007-3).
- (it) Paulo de Grandis et Enrico Pedrini (en) (commissaire & texte critique), OPEN 10 : 10.International exhibition of sculptures and installations (catalogue d'exposition), Venise, Italie, Éditions Arte Communications, août 2007, 156 p., 24 x 26 cm, p. 52, 53,135.
- musée d'Art moderne et d'Art contemporain, Intra-Muros (catalogue d'exposition), Nice, Éditions Nice Musées, juin 2004, 320 p., 29,5 x 23,5 cm (ISBN 2-913548-51-2), « Les murs, un autre regard », p. 9.